# 蘇小軒
蘇小軒（1997年8月26日—），台美混血，美國出生台灣長大，是和泰興業及大金空調董事的女兒，演员，模特兒。曾就讀台北復臨美國學校、三立藝術學院畢業生。2015年被三立電視台簽下全經紀約，繼而於三立的華劇《料理高校生》中演出校花一角受到矚目而正式以演員身份出道，此前已是平面模特兒。

## 电视剧
| 首播日期   | 播出頻道               | 劇名                 | 飾演   | 性質                     |
| ---------- | ---------------------- | -------------------- | ------ | ------------------------ |
| 2015       | 華視                   | 《單身有約》         |        | 女配角                   |
| 2015/08/07 | 三立都會台、東森綜合台 | 《料理高校生》       | 劉璇   | 第一女配角、演員出道作品 |
| 2015       | 三立台灣台             | 《甘味人生》         | 劉璇   | 客串                     |
| 2018       | 台視、三立都會台       | 《三明治女孩的逆襲》 | FiFi   | 客串                     |
| 2019       | 三立都會台             | 《必勝大丈夫》       | 鬼鬼   | 客串                     |
| 2019       | 東森戲劇台             | 《美味滿閣》         | 金敏華 | 客串                     |

## 雜誌
- 2012年《Koobii高校誌 vol.18》封面人物
- 2013年《Koobii高校誌 vol.22》服裝單元
- 2013年 Bang雜誌 No.169
- 2013年 壹週刊 No.643 校園正妹
- 2013年 台灣版Vivi雜誌10月號
- 2013年 台灣版Vivi雜誌12月號
- 2014年 台灣版Mina雜誌3月號 Uni平面廣告
- 2014年 台灣版Cosmopolitan雜誌4月號 Maybelline 平面廣告
- 2014年 台灣版Voce雜誌7月號 Chanel 平面廣告
- 2014年 台灣版Vivi雜誌7月號 KATE 彩妝平面廣告
- 2014年 台灣版Mina雜誌8月號 Asics 運動鞋平面廣告
- 2014年 台灣版Choc雜誌9月號 海昌 隱形眼鏡平面廣告
- 2014年 台灣版Choc雜誌9月號 Uniqlo 衣服平面廣告
- 2014年 台灣版Mina雜誌9月號 Maybelline 平面廣告
- 2015年 愛女生雜誌1月號 KATE 平面廣告
- 2015年 愛女生雜誌2月號 彩妝單元
- 2015年 美人誌雜誌3月號 保養單元
- 2015年 愛女生雜誌4月號 彩妝單元
- 2015年 台灣版Vivi雜誌4月號 服妝單元 5頁
- 2015年 大美人雜誌5月號 彩妝單元 5頁
- 2015年 台灣版Vivi雜誌6月號 彩妝, 服裝單元 9頁
- 2015年 大美人雜誌6月號 彩妝單元
- 2015年 台灣版Choc雜誌6月號 彩妝, 服裝單元 12頁
- 2015年 台灣版Vivi雜誌6月號 海昌 隱形眼鏡平面廣告
- 2015年 華流雜誌9月號 蘇小軒詐欺裸妝
- 2016年 Koobii高校誌X善耕誌1月號封面人物 與洪言翔、吳思贤和洪于晴合拍
- 2016年 台灣版Vivi雜誌3月號

## 代言
- 2013～2016年 Crystal Ball狗頭包代言人
- 2015～2016 Happy OWL代言人
- 2015～2017 Daikin大金新世代空調R32代言人

## 廣告
- 2013年 中華電信平面廣告
- 2013年 光泉調味乳飲 對照篇
- 2014年 森永Chocobons
- 2016年3月 大金空調 DKR32+2016金猴禮！
- 2016年6月 麥當勞得來速 灰姑娘篇
- 2016年8月 大金空調《CSPF 一級棒》真正變頻空調領導者
- 2016年9月 生活冰奶茶法式香草
- 2016年10月 大金空調 金溫暖篇
- 2017年1月 飛利浦天使光吹風機
- 2017年4月 大金空調 電淨狂篇
- 2017年5月 大金空調 救世任務篇
- 2019年12月 克補 好氣色自拍篇
- 2020年8月 G.U.M 牙周護理齒時齒刻篇

## 參加節目
- 2013年：麻辣天后宮-全台大搜查 超萌高校美少女來了！
- 2014年：綜藝大熱門-重返青澀時代！校服美女降臨！！
- 2015年：完全娛樂-料理高校生粉絲見面會
- 2016年：型男大主廚-華流新星！料理初階檢定考！！

## 獎項
| 年份 | 獎項                                                           |
| ---- | -------------------------------------------------------------- |
| 2015 | - 2015年第4屆華劇大賞 - 最佳潛力新星獎（與洪言翔和吳思賢共得） |

## 外部連結
- 蘇小軒個人網站
- 蘇小軒 Xiao Xuan Su的Facebook專頁
- 蘇小軒的Instagram帳戶
- 蘇小軒XiaoXuanSu的新浪微博